# ISS-Expeditie 10
ISS Expeditie 10 was de tiende missie naar het Internationaal ruimtestation ISS. De missie begon op 16 oktober 2004. Er werden twee ruimtewandelingen uitgevoerd door de bemanning. 

## Bemanning
| Positie           | Ruimtevaarder                          |                                        |
| ----------------- | -------------------------------------- | -------------------------------------- |
| Bevelhebber       | Leroy Chiao, NASA 4e ruimtevlucht      | Leroy Chiao, NASA 4e ruimtevlucht      |
| Flight Engineer 1 | Salizjan Sjaripov, RSA 2e ruimtevlucht | Salizjan Sjaripov, RSA 2e ruimtevlucht |